# دوتوجهان (مقاطعة فيروزآباد)
دوتوجهان (بالفارسية: دوتوجهان) هي قرية تقع في قسم جايدشت الريفي في إيران. يقدر عدد سكانها بـ 0 نسمة بحسب إحصاء 2016.